# 弗里喬夫島
弗里喬夫島是南極洲的島嶼，位於帕默群島中溫克島東南面，處於巴斯克斯島東北面2.4公里，該島嶼由比利時的探險隊發現。
64°53′S 63°22′W / 64.883°S 63.367°W